# مهتاب (فیلم ۲۰۱۶)
مهتاب (انگلیسی: Moonlight) فیلمی در ژانر درام و بلوغ به کارگردانی بری جنکینز است که در سال ۲۰۱۶ منتشر شد. فیلمنامه آن توسط خود بری جنکینز بر اساس رمان «پسرهای سیاه زیر نور مهتاب آبی به نظر می‌رسند»، به قلم تارل الوین مک کرینی نوشته شده‌است. جنکینز ابتدا با فیلم تحسین شده دارویی برای افسردگی در سال ۲۰۰۸ نام خود را مطرح کرد. با این حال او بخشی از هزینه‌های زندیگش را از طریق نجاری تأمین می‌کرد تا اینکه در تأسیس یک شرکت تبلیغاتی شریک شد. جنکینز به عنوان نویسنده در سریال بسیار موفق بازماندگان همکاری کرد تا اینکه بعد از هشت سال تصمیم به ساخت فیلم جدید گرفت. با اعلام خبرهای رسمی فیلم حساسیت‌ها در مورد آن افزایش یافت. مهتاب بخاطر سوژه خاص و ملتهب خود توانست توجهات جهانی را معطوف خود کند.
مهتاب با واکنش خیره‌کننده منتقدان همراه بوده‌است و بر اساس ۵۱ نقد از منتقدین وب‌گاه متاکریتیک امتیاز ۹۹/۱۰۰ را دریافت کرد. این فیلم در هشتاد و نهمین دوره جوایز اسکار در هشت رشته نامزد دریافت جایزه اسکار شد و موفق به دریافت جایزه بهترین بازیگر نقش مکمل مرد، بهترین فیلم و بهترین فیلم‌نامه اقتباسی شد. مهتاب در هفتاد و چهارمین مراسم گلدن گلوب موفق شد جایزه بهترین فیلم درام را از آن خود کند.
مهتاب با بودجهٔ بسیار ناچیز ۱٫۵ میلیونی دلاری ساخته شد و توانست در گیشه به فروشی بیشتر از ۴۰ میلیون دلار برسد.

## داستان
فیلم روایتگر زندگی شایرون یک سیاهپوست همجنس‌گرا می‌باشد و داستان زندگی او را در سه مقطع کودکی، نوجوانی و بزرگسالی به تصویر می‌کشد که با مشکلات فرهنگی و خانوادگی بسیار زیادی در یک محله فقیر و بدنام سیاهپوستان بزرگ می‌شود. پدر شایرون مدت‌ها پیش آن‌ها را ترک کرده و مادرش هم به مواد مخدر اعتیاد دارد و برای گذراندن زندگی تن‌فروشی می‌کند. روزی که شایرون از دست قلدرهای مدرسه که قصد آزار و اذیت او را دارند فرار می‌کند به مرد سیاهپوستی بنام «خوان» برمی‌خورد که گذشته‌ای مشابه شایرون داشته و اکنون یک موادفروش معروف است. خوان جای پدر نداشته شایرون را پر می‌کند. او را برای تفریح به لب ساحل می‌برد و راه و رسم زندگی یک سیاهپوست را به او میاموزد. شایرون با این آموزه‌های بزرگ می‌شود در حالی که همچنان همان پسر کم حرف و منزوی گذشته است و جامعه اطرافش به مراتب فاسدتر از قبل شده‌است…

## حاشیه‌ها
- تأثیر دوران کودکی بری جنکینز در فیلم به خوبی هویداست. او زمانی که بچه بود پدرش خانواده را ترک کرد چون معتقد بود بری پسر او نیست. بری وقتی دوازه سال داشت خبر مرگ پدرش را در کشوری دور دست شنید و او که مادرش هم رهایش کرده بود توسط زنی دیگر در یک خانواده شلوغ بزرگ شد.[۴]
- سه بازیگری که در سه برهه مختلف نقش شایرون را بازی کرده‌اند در زمان تولید هرگز همدیگر را ملاقات نکردند. جنکینز علت اینکار را این اعلام کرده‌است که می‌خواسته با وجود ظاهر شدن این سه نفر در شخصیتی واحد هر یک نقش را بر اساس عناصری که در اختیار دارند و همچنین درک خود از نقش در آن برهه زمانی آن را بازی کنند. او همین ترفند را در مورد سه بازیگری که در سه دوره مختلف نقش «کوین» (تنها و صمیمی‌ترین دوست شایرون) را بازی کردند هم بکار گرفت.
- مهتاب در کنار منچستر بای د سی و لا لا لند از تحسین شده‌ترین فیلم‌های سال ۲۰۱۶ محسوب می‌شود. تنها این سه فیلم در سال ۲۰۱۶ موفق شده‌اند امتیاز بالاتر از ۹۰ از منتقدان دریافت کنند.[۸]
- در هشتاد و نهمین دوره جوایز اسکار در حالی که نام لا لا لند به عنوان بهترین فیلم خوانده شد لحظاتی بعد ناگهان اعلام شد که اشتباهی رخ داده و جایزه اسکار بهترین فیلم به مهتاب رسید.[۹]

## جوایز و نامزدی‌ها

### هفتاد و چهارمین مراسم گلدن گلوب
- برنده بهترین فیلم درام
- نامزد بهترین کارگردانی برای بری جنکینز
- نامزد بهترین فیلمنامه برای بری جنکینز
- نامزد بهترین بازیگر نقش مکمل مرد فیلم درام برای ماهرشالا علی
- نامزد بهترین بازیگر نقش مکمل زن فیلم درام برای نائومی هریس
- نامزد بهترین موسیقی متن برای نیکولاس بریتل

### هشتاد و نهمین دوره جوایز اسکار
- برنده جایزه اسکار بهترین فیلم
- برنده بهترین فیلمنامه اقتباسی برای بری جنکینز
- برنده بهترین بازیگر نقش مکمل مرد برای ماهرشالا علی
- نامزد بهترین بازیگر نقش مکمل زن برای نائومی هریس
- نامزد بهترین کارگردانی برای بری جنکینز
- نامزد بهترین فیلمبرداری برای جیمز لاکستون
- نامزد جایزه اسکار بهترین تدوین برای نت سندرز و جوئی مک‌میلن
- نامزد جایزه اسکار بهترین موسیقی متن برای نیکولاس بریتل